# Salem Kirban
Salem Kirban, né le 12 novembre 1925 et mort le 29 avril 2010, est un essayiste et conférencier conspirationniste et survivaliste chrétien américain.

## Biographie
Mort à l'âge de 85 ans, Salem Kirban, diplômé du Girard College, a obtenu un bachelor of Science à l'Université Temple de Philadelphie.
Il a servi dans la marine (US Navy) de 1944 à 1945 sur le bateau USS Polana (AKA-35).
Dès l'incorporation de son fils dans la guerre du Vietnam, il devient un critique de l'engagement américain, écrivant une lettre ouverte au président Johnson.
Il a été marié à Mary, de 21 ans sa cadette, et a eu 5 enfants, 13 petits-enfants et 9 petits-petits enfants.
Son livre 666 fut une meilleures ventes avec plus de 500.000 livres vendus. Il a également abordé le thème de la diététique et de la santé.

## Publications
- Guide to Survival, Huntingdon Valley, 1968.
- What Is the Rapture Like?, Second Coming (PA), 1970,  (ISBN 0-912582-05-7).
- Satan's Angels Exposed, Salem Kirban Pub, 1980,  (ISBN 0-912582-32-4).
- Health Guide for Survival, Salem Kirban Pub, 1976,  (ISBN 0-912582-24-3)
- Revelation Visualized, Verse By Verse, King James Version, con Gary Cohen, Moody Press, Chicago, 1972,  (ISBN 0-8024-7311-3)
- How to Keep Healthy & Happy By Fasting, Salem Kirban Pub, 1976,  (ISBN 0-912582-23-5)
- The Rise of Antichrist,  (ISBN 0-912582-29-4)
- 666, Tyndale House, 1970.
- The Getting Back to Nature Diet, Second Coming, 04/2004,  (ISBN 0-912582-11-1)
- Your Last Goodbye, Salem Kirban Pub, 1969,  (ISBN 0-912582-06-5)
- 1000, 1973,  (ISBN 091258209X).
- How to Eat Your Way Back to Vibrant Health, Salem Kirban Pub, 1977
- Satan's Mark Exposed, Second Coming, 1981,  (ISBN 0-912582-36-7)
- Guide to Survival, 1979,  (ISBN 0-912582-14-6)
- How to Live Above and Beyond Your Circumstances, Tyndale House Publishers, 1975,  (ISBN 0-8423-1514-4)
- Rush to Armageddon
- Countdown to Rapture, 1998,  (ISBN 091258226X)
- Charts on Revelation,  (ISBN 0-912582-10-3)
- Satan's Music Exposed, AMG, 1981,  (ISBN 0-89957-619-2)
- Revelation Visualized, con Nicholas L Chirovsky y Gary Cohen.
- How Juices Restore Health Naturally, 1980,  (ISBN 0-912582-30-8).
- The Day Israel Dies!, Salem Kirban, 1975.
- What in the World Will Happen Next?, Salem Kirban, Inc, 1994,  (ISBN 0-912582-58-8).
- Countdown to Rapture By Kirban, Future Events Publications, 06-1998,  (ISBN 0-89957-623-0).